# Contea di Shidian
La contea di Shidian (施甸县S, Shīdiàn XiànP) è una contea della Cina, situata nella provincia di Yunnan e amministrata dalla prefettura di Baoshan.